# ИЖ-38
ИЖ-38 — советская однозарядная пружинно-поршневая пневматическая винтовка, разработанная Германом Яковлевичем Протопоповым.
ИЖ-38 и её модификации являются самым массовым пневматическим оружием Ижевского механического завода. За 45 лет было изготовлено 2,3 млн штук.

## История
Винтовка ИЖ-38 была разработана в 1978 году в качестве замены ранее выпускавшейся пневматической винтовки ИЖ-22.
Серийное производство ИЖ-38 началось в июне 1979 года, они использовались в тирах ДОСААФ, а также экспортировались в другие страны (предназначенные для экспорта образцы имеют маркировку «Made in USSR» (советского производства) или «Made in RUSSIA» (российского производства) на английском языке).

## Описание
Однозарядная пружинно-поршневая винтовка модели ИЖ-38 калибра 4,5 мм оснащена нарезным стальным стволом.
Взведение производится «переломом» ствола, движением вниз-назад-вперед-вверх. При взведении открывается казенный срез ствола для ручного заряжания пули. Имеется автоматический предохранитель, блокирующий спусковой крючок при заряжании винтовки.
Мушка закрытая неподвижная, положение целика регулируется по вертикали и горизонтали микрометрическими винтами. Регулируется длина прицельной линии.
Усилие спуска — 2-3 кгс.
Покрытие металлических деталей чёрное (оксидирование).
Материал ложи — чёрная пластмасса (капрон) или дерево (тонированная береза).